# 金鉉宗
金 鉉宗（キム・ヒョンジョン、1959年〜。朝鮮語: 김현종）は、大韓民国の行政官、外交官、大学教授（通商法）。米国弁護士資格を持つ。韓国大統領府（青瓦台）外交安保特別補佐官（文在寅政権、2021年1月20日〜）。

## 経歴
主な経歴は次のとおり。
- 1959年 - ソウルに生まれる。父親は外交官であったことから幼少期は韓国、アメリカ合衆国、日本を行き来する生活を送った。
- 1981年 - コロンビア大学で国際政治学学士取得。
- 1985年 - コロンビア大学ロースクールで通商法博士学位を取得。
- 1993年から1998年 - 弘益大学経営学部で国際貿易助教授として教鞭をとる。
- 1999年から2003年 - 世界貿易機関事務局勤務
- 2003年 - 韓国外交通商部通商交渉調整官。
- 2004年 - 通商交渉本部長に昇任。米韓FTA締結に尽力。
- 2007年7月から2008年5月 - 国連大使。
- 2009年 - サムスン電子社長（海外法務担当）兼最高法務責任者。
- 時期不明 - 韓国外国語大学 ＬＴ学部教授。
- 2016年12月 - 世界貿易機関上訴機構委員。
- 2017年 - 産業通商資源部通商交渉本部長。
- 2019年2月 - 韓国大統領府・国家安全保障室第2次長。
- 2021年1月20日 - 大統領外交安保特別補佐官への転出が発表。同日には康京和外交部長官の交代も発表されており、外交ラインの入れ替えによる人事。後任は金炯辰が内定[2]。

## 米韓FTA交渉
2004年7月、外交通商部通商交渉本部長に就任。盧武鉉政権時代を通じて米韓FTA交渉の責任者となった。交渉においては、最初に高い自由化水準を示しつつ、アメリカが嫌がる反ダンピング法問題を引き合いに出して牽制。アメリカ側が交渉を破棄する可能性がないとを読み切ると、最終段階でより多くの譲歩を引き出すとともに牛肉の輸入自由化阻止に成功。長いアメリカ生活とアメリカの法律事務所で培った国際感覚をベースとするタフネゴシエーターぶりを発揮し、韓国の国益を守り切ったと評価される。

## 日本との関係
幼少期
父親は外交官であったため、小学生時代を日本で過ごしたが、そこで民族差別を受けたという。
日韓秘密軍事情報保護協定関連
2019年7月、日本が輸出管理制度の強化を打ち出すと、韓国にはDRAMの出荷を制限するオプションがあるなどと節々で日本側を牽制を行う発言を行った。日韓秘密軍事情報保護協定の破棄および延長決定に関してもキーパーソンになったと伝えられている。時間切れ直前の11月18日には、訪米してホワイトハウスの高官に会って日韓秘密軍事情報保護協定および後述の在韓米軍防衛費分担金について集中的に説明を行ったともされている。

## 在韓米軍防衛費分担金特別協定交渉関連
2019年11月5日、在韓米軍の分担金の交渉のために訪韓したアメリカ国務省のキース・クラック国務次官（経済成長・エネルギー・環境担当）、ジェームス・デハート防衛費分担金特別協定交渉首席代表らと会談を行った。

## 出版
- 《The Trend of Block Economy and NAFTA》 (1995)
- 《When are Government Loans Subsidies? Hanbo Steel and the Application of the WTO Subsidies Agreement》 (1998)
- 《金鉉宗、韓米 FTAを語る》 (홍성사, 2010)